# Wè-nun Henk

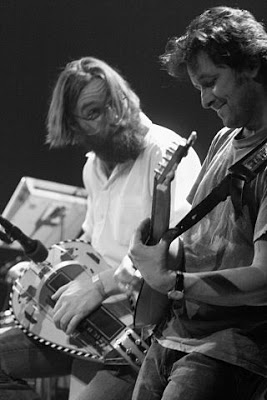
Hans Hoosemans en Carel van Oirschot

Wè-nun Henk is een Nederlandse folkband uit Noord-Brabant, opgericht in 1995. In de beginjaren werd vooral het werk van Rum, Dommelvolk en RK Veulpoepers BV nagespeeld, maar al gauw ontstond een eigen geluid. Het repertoire bestaat vooral uit interpretaties uit liederenboeken zoals het bekende Liederen en Dansen uit de Kempen van Harrie Franken.
De band bestond bij de oprichting in 1995 uit vijf leden. In 1996 speelde Wè-nun Henk met de heropgerichte RK Veulpoepers BV en werd opgetreden op een aantal festivals in de eigen provincie. In dat jaar werd ook een democassette "'t Buitenbeentje" met 4 nummers in een beperkte oplage uitgebracht. In de zomer van 1998 verscheen in eigen beheer Gìst, de debuut cd van de band, die inmiddels uit zes leden bestond. De opvolger Bar verscheen in maart 2002 en kreeg lovende kritieken en een vermelding als 'plaat van het jaar' in het blad New Folk Sounds. Amper 10 maanden na Bar verscheen Rum, een mini-cd als 'tribute' aan de gelijknamige Vlaamse revivalgroep. De band wist met deze twee laatste platen ook in België belangstelling te wekken en kreeg aandacht van het Belgische Radio 1-programma De Groote Boodschap en optredens op festivals in Antwerpen en Leuven.
In 2004 speelde de groep op een aantal folkfestivals (BoinK, Gooikoorts en Folkwoods) en werden 3 nieuwe nummers opgenomen voor de verzamel cd Nieuw Akoestisch Peil. Met de vier andere Nederlandse groepen die aan deze verzamelaar meewerkten werd een gezamenlijke tournee ondernomen. Bovendien werd er samengewerkt met de veteranen van de groep Dommelvolk, in een theatertournee in het voorjaar van 2005 en in 2006 eenmalig op het festival Elastiek in Hilvarenbeek (plaats).
In 2007 verscheen de cd Over de liefde en andere duivels. Deze cd werd niet in eigen beheer uitgebracht, maar op het Silvox-label. In december 2008 werd voorlopig het laatste concert gespeeld.

## Bezetting
De band is in 1995 gestart als kwintet en door de jaren heen onderging de groep verschillende personele wijzigingen. De vaste leden in de periode 1995-2008 waren:
- Katrien Bos, contrabas, viool
- Mark van Dal, gitaar, banjo, mandoline, mandoloncelle, zang
- Hans Hoosemans, gitaar, mandoline, mandoloncelle, draailier
- Carel van Oirschot, banjo, mandoline, mandoloncelle, tambura, zang
- Luc Plompen, zang, gitaar
- Stella Rodrigues, viool
- Martijn Schijvens, zang, blokfluit
- Nicoline Soeter, viool, altviool
- Roeland Uijtdewilligen, drums, percussie, zang
- Tessa Zoutendijk, viool

## Discografie
- Gìst, 1998
- Bar, 2002
- Rum, 2003
- Over de liefde en andere duivels, 2007

verzamel-cd's:
- Life In The Woods - 5 Jaar Folkwoods (2004), met het nummer 'De Vagebond' van de cd 'Bar'.
- Nieuw Akoestisch Peil (2005), met de nummers 'Masseurtje/Dat Men Eens Van Drinken Sprak', 'Jan De Mulder' en 'Te Haerlem In Den Houte'
- Tot Weer Es Get Is... (2005), met een live-versie van 'Fiere Margrietje'